# Sannolikhetsrum
Ett sannolikhetsrum är inom sannolikhetsteori ett begrepp som samlar ihop begreppen utfall, händelse och sannolikhet. Sannolikhetsrum definierades av Andrej Kolmogorov under 1930-talet.

## Definition
Låt {\displaystyle \Omega \,} vara en icke-tom mängd och {\displaystyle {\mathcal {F}}} en sigma-algebra i {\displaystyle \Omega \,}. En funktion {\displaystyle \mathbb {P} :{\mathcal {F}}\longrightarrow [0,1]} är ett sannolikhetsmått eller sannolikhet på sigma-algebran {\displaystyle {\mathcal {F}}} om den besitter de två egenskaperna:
- Funktionen {\displaystyle \mathbb {P} } är ett mått
- {\displaystyle \mathbb {P} (\Omega )=1.}

Ett sannolikhetsrum är en trippel {\displaystyle (\Omega ,{\mathcal {F}},\mathbb {P} )}. {\displaystyle \Omega \,} är utfallsrummet och elementen i sigma-algebran kallas händelser.
Notera att ett sannolikhetsmått är en reellvärd mängdfunktion, eftersom den avbildar en mängd, {\displaystyle A\subseteq \Omega }, på ett reellt tal, {\displaystyle \mathbb {P} (A)} (sannolikheten för händelsen A).
Två händelser A och B kallas för varandras komplementhändelser om de är disjunkta och deras union är hela utfallsrummet.

## Tillämpningar
Sannolikhetsrum är en effektiv struktur för att beskriva många praktiska sannolikhetsproblemen.

### Klassiska sannolikhetsrum
Huvudartikel: Klassisk sannolikhetsdefinition
Man kan beskriva den klassiska sannolikhetsdefinitionen med ett sannoklikhetsrum. Då blir utfallsrummet
{\displaystyle \Omega =\{\omega _{1},\omega _{2},...,\omega _{n}\}\,,}
där {\displaystyle n\in \mathbb {N} } och sannolikhetsmåttet är {\displaystyle \mathbb {P} :{\mathcal {P}}(\Omega )\longrightarrow [0,1]},
{\displaystyle \mathbb {P} (A)={\frac {|A|}{n}},}
där {\displaystyle |A|} är kardinaliteten för mängden A.

### Geometriska sannolikhetrum
Huvudartikel: Geometrisk sannolikhetsdefinition
Om {\displaystyle (X,{\mathcal {F}},\mu )} är ett måttrum där {\displaystyle \mu (X)<\infty } kan man definiera ett sannolikhetsmått {\displaystyle \mathbb {P} _{\mu }:{\mathcal {F}}\longrightarrow [0,1]},
{\displaystyle \mathbb {P} _{\mu }(A):={\frac {\mu (A)}{\mu (X)}}.}
Det geometriska sannolikhetsrummet för måttet {\displaystyle \mu \,} är en trippel {\displaystyle (X,{\mathcal {F}},\mathbb {P} _{\mu })}. 
Ofta använder man 1-, 2- eller 3-dimensionella Lebesguemåttet i mängden.
Om {\displaystyle |X|<\infty }, {\displaystyle {\mathcal {F}}={\mathcal {P}}(X)} och {\displaystyle \mu =|\cdot |\,} (kardinalitet som är ett mått), så är den geometriska sannolikheten samma som klassiska sannolikheten.

### Sannolikhetsfördelningrum
Huvudartikel: Sannolikhetsfördelning
Man kan beskriva sannolikhetsfördelningar med ett sannoklikhetsrum. Låt {\displaystyle (\Omega ,{\mathcal {F}},\mathbb {P} )} vara ett sannolikhetsrum och {\displaystyle X:\Omega \longrightarrow \mathbb {R} } en stokastisk variabel. Sannolikhetsfördelningrummet för X är
{\displaystyle (\mathbb {R} ,{\mbox{Bor}}\,\mathbb {R} ,\mathbb {P} _{X})\,,}
där
{\displaystyle \mathbb {P} _{X}:=X_{\#}\mathbb {P} \,,}
dvs utfallsrummet är reella talen, händelserna är Borelmängder och sannolikhetsmåttet är {\displaystyle \mathbb {P} }:s bildmått {\displaystyle X_{\#}\mathbb {P} } med avseende på X och kallas X:s sannolikhetsfördelning.

## Förteckningar
Bara med måtteoretiska definitioner man kan definiera många naturlig förteckningar inom sannolikhetsteori.

### Stokastisk variabel
Huvudartikel: Stokastisk variabel
En stokastisk variabel är en mätbar funktion med avseende på sannolikhetmåttet.
Mer precist, låt {\displaystyle (\Omega ,{\mathcal {F}},\mathbb {P} )} vara ett sannolikhetsrum. En funktion {\displaystyle X:\Omega \longrightarrow \mathbb {R} } är en stokastisk variabel om
{\displaystyle X^{-1}(B)\in {\mathcal {F}}} för alla Borelmängder {\displaystyle B\in {\mbox{Bor}}\mathbb {R} .}
Detta innebär att en funktion {\displaystyle X\,} är {\displaystyle {\mathcal {F}}}-mätbara.

### Väntevärde
Huvudartikel: Väntevärde
Väntevärde för en stokastisk variabel är en måttintegral med avseende på sannolikhetmåttet.
Mer precist, om låt {\displaystyle (\Omega ,{\mathcal {F}},\mathbb {P} )} vara ett sannolikhetsrum. Om {\displaystyle X:\Omega \longrightarrow \mathbb {R} } är en stokastisk variabel så är en väntevärde för X ett tal
{\displaystyle \mathbb {E} (X):=\int \limits _{\Omega }\,X\,d\mathbb {P} }.
Här är {\displaystyle \int d\mathbb {P} } en måttintegral med avseende på måttet {\displaystyle \mathbb {P} }.

### Varians och kovarians
Huvudartiklar: Varians och kovarians
Man kan definiera en varians och en kovarians om man vet väntevärdet.
Variansen för ett stokastisk variabel {\displaystyle X:\Omega \longrightarrow \mathbb {R} }, med {\displaystyle \mathbb {E} (X^{2})<\infty }, är talet
{\displaystyle \mathbb {D} ^{2}(X):=\mathbb {E} (X-\mathbb {E} (X))^{2}},
och kovarians mellan två stokastiska variabeler {\displaystyle X,Y:\Omega \longrightarrow \mathbb {R} } är ett tal
{\displaystyle {\mbox{Cov}}(X,Y):=\mathbb {E} [(X-\mathbb {E} (X))(Y-\mathbb {E} (Y))]}.

## Konvergenssatser
Eftersom sannolikhetsmåttet är ett mått och stokastiska variabeler är mätbara får man alla konvergenssatser också för sannolikhetsrummet.
Händelsekonvergenssatsen:
- Om {\displaystyle A_{1}\subseteq A_{2}\subseteq A_{3}\subseteq ...} är händelser så är

{\displaystyle \mathbb {P} \left(\bigcup _{i=1}^{\infty }A_{i}\right)=\lim _{i\rightarrow \infty }\mathbb {P} (A_{i})}.
- Om {\displaystyle B_{1}\supseteq B_{2}\supseteq B_{3}\supseteq ...} är händelser så är

{\displaystyle \mathbb {P} \left(\bigcap _{i=1}^{\infty }B_{i}\right)=\lim _{i\rightarrow \infty }\mathbb {P} (B_{i})}.
Fatous lemma: om {\displaystyle (X_{n})_{n\in \mathbb {N} }} är stokastiska variabler får man att
{\displaystyle \mathbb {E} (\liminf _{n\rightarrow \infty }X_{n})\leq \liminf _{n\to \infty }\mathbb {E} (X_{n}).}
Monotona konvergenssatsen: om {\displaystyle (X_{n})_{n\in \mathbb {N} }} är stokastiska variabler med {\displaystyle \mathbb {P} (\{X_{1}\leq X_{2}\leq ...\})=1} finns det {\displaystyle \lim _{n\to \infty }\mathbb {E} (X_{n})} och 
{\displaystyle \mathbb {E} (\lim _{n\rightarrow \infty }X_{n})=\lim _{n\to \infty }\mathbb {E} (X_{n}).}
Dominerade konvergenssatsen: om {\displaystyle (X_{n})_{n\in \mathbb {N} }} och {\displaystyle X\,} är stokastiska variabler med {\displaystyle \mathbb {P} (\{|X_{n}|\leq X\})=1} för alla {\displaystyle n\in \mathbb {N} } och {\displaystyle \mathbb {E} (X)<\infty } finns det {\displaystyle \lim _{n\to \infty }\mathbb {E} (X_{n})} och 
{\displaystyle \mathbb {E} (\lim _{n\rightarrow \infty }X_{n})=\lim _{n\to \infty }\mathbb {E} (X_{n}).}